# Лютфи (бей Алайе)
Лютфи б. Савджи (тур. Lütfi Bey) — правитель бейлика Алайе в 1426—1453 годах. Лютфи пришёл к власти, убив своего брата, Карамана. 

## Биография
Лютфи-бей был сыном бея Алайе Савджи б. Шемседдин Мехмед. Возможно, он происходил из Караманидов. Предположительно, отцом Савджи был бей Караманидов Шемседдин Мехмед (1349/50 — 1352/53), сын Бедреддина Ибрагима-бея. Однако не сохранилось других свидетельств, что у Шемседдина Мехмеда-бея из Караманидов был сын Савджи. Кроме Лютфи у Савджи был сын Караман, унаследовавший власть в примерно 1424 году. Караман-бей враждовал с Караманоглу Ибрагимом-беем, который настроил против него Лютфи-бея. Ходили слухи, что Лютфи-бей при поддержке Караманоглу тайно совершил набег с сорока пятью людьми и убил Караман-бея(возможно, в 1446 году).
Убив брата, Лютфи-бей стал эмиром Алайе. Он продолжил политику удержания Кипра под давлением, которую вел его брат Караман. Известно, что Караманоглу Ибрагим-бей уговаривал Лютфи-бея напасть на Кипр при поддержке мамлюков. Лютфи-бей хотел присоединился к флоту, посланному мамлюкским султаном, но не осмелился после поражения мамлюкского флота на Родосе. Он пошел на соглашение о торговле и безопасности с королем Кипра Иоанном II и 7 сентября 1450 года между ними был подписан договор.
Лютфи-бей признавал сюзеренитет султана мамлюков. Кроме того, устав от попыток родственников-соседей Караманидов, пытавшихся захватить Алайе, бей отдал свою дочь в жёны османскому визирю Рум Мехмеду-паше в надежде получить помощь от османов. Дата смерти Лютфи-бея не известна. Он был определённо жив в сентябре 1450 года. Предположительно, Лютфи умер в Бурсе в июле 1453 года. Ему наследовал Кылыч Арслан, являвшийся либо его сыном, либо сыном его брата Али.